# Dataire
Le dataire est un titre apparu après le concile de Constance (1414-1418) pour désigner le membre de la chancellerie apostolique chargé de dater et enregistrer les réponses aux suppliques, conférer les bénéfices réservés, négocier et encaisser les taxes perçues lors de dispenses, vendre les charges de la curie ou encore gérer les finances discrétionnaires.
Il est à la tête de la daterie apostolique.